# Burke Természettörténeti és Kulturális Múzeum
A Burke Természettörténeti és Kulturális Múzeum Washington állam hivatalos múzeuma a Washingtoni Egyetem seattle-i campusán.
Az intézmény kezelője az egyetem Bölcsészet- és Természettudományi Főiskolája.

## Története

### Fiatal Naturalisták Társasága
Az 1879 decemberében Edmond S. Meany, J. O. Young, P. Brooks Randolph és Charles Denny által alapított történelemklub Denny édesapja, Arthur Denny (Seattle egyik alapítója, valamint a Washingtoni Territóriumi Egyetem (ma Washingtoni Egyetem) igazgatótanácsának tagja) közbenjárására 1880-ban a campuson tartotta alapító ülését. Miután az alapítók leérettségiztek, a főiskolai hallgatók közül kerestek új tagokat.
1882-ben Orson Bennett Johnson, az intézmény új biológiaprofesszora húszezer fosszíliát hozott magával, amelyet a naturalistáknak ajánlott fel. Az egyre növekvő gyűjteményt kezdetben Dennyék lakóházában, 1886-tól pedig a territóriumi egyetemen erre a célra épült raktárban tartották. Az oktatók a fosszíliákat több alkalommal is kölcsönkérték.
Az 1890-es évektől Edmond Meany az egyetemen tanított, ahol igyekezett a társaság tagságát bővíteni (főleg nőkkel). Ekkorra a fosszíliagyűjtemény mérete meghaladta a hatvanezer darabot.

### Washingtoni Állami Múzeum
A Washingtoni Egyetem 1895-ben költözött mai helyére; a naturalisták gyűjteményének egy része a Denny épületbe került, míg a többi a belvárosi klubházban maradt. Az állami törvényhozás 1899-ben létrehozta a Washingtoni Állami Múzeumot. 1904-ben a naturalista társaság gyűjteménye maradékát a múzeumnak adományozta, majd feloszlott.

### Átnevezés és költöztetés
Az 1909-es Alaska–Yukon–Pacific világkiállításnak köszönhetően a Washingtoni Egyetem számos új épülettel gazdagodott. A kiállítás végeztével a Washingtoni Állami Múzeum a Kalifornia Pavilonba költözött, azonban beázás miatt a gyűjteményt az erdészeti kiállítóhelyre helyezték át. Innen hamarosan szintén elköltöztették, mivel az épület kéregbogarakkal volt fertőzött. A múzeumi gyűjteményt 1923 és 1927 között széttagolva, különböző helyeken tárolták.
1927-ben a múzeum a világkiállítás Washington Pavilonjába költözött; 1929-től igazgatója több mint 25 éven át Erna Gunther volt. Mivel Gunther szerint az épület rossz állapotú és a gyűjtemény kiállításához túl kicsi, az egyetem azt 1957-ben bezárta.
Thomas Burke vasútépítő 1925-ben hunyt el; felesége szeretett volna férje számára egy emlékhelyet, amely „segít abban, hogy a térség népei jobban megértsék egymást”. Caroline McGilvra Burke 1932-ben halt meg; indián leletekből álló gyűjteményét a múzeumra hagyta. A Burke család csak akkor finanszírozta volna az új múzeumot, ha az a Burke nevet viseli; ezt az egyetem és Gunther is ellenezte, ráadásul a befolyó összeg csak a költségek harmadát fedezte volna. További forrásokat a Nemzeti Tudományos Alapítvány biztosított, azonban az új épület Gunther szerint továbbra is túl kicsi. Az új múzeumot 1964. május 3-án avatták fel; igazgatója Walter A. Fairservis lett.
1996-ban tíz éves tervet dolgoztak ki az egyetemről való kiköltöztetésre, azonban ez nem valósult meg. 2014-ben a múzeum a törvényhozástól az új, tízezer négyzetméter alapterületű épülethez szükséges 95 millió dollár felének biztosítását kérte. Az új létesítmény 2018-ban készült el; az év végén a régi épületet a gyűjtemény átköltöztetése miatt bezárták, 2019-ben pedig lebontották. A múzeum 2019. április 12-étől fogad újra látogatókat. A Tom Kundig egykori hallgató által tervezett épületben az őslakosok konyháját bemutató büfé is működik.

## Gyűjteménye
A múzeum több mint 16 millió régészeti, biológiai és földrajzi tárgyú leletet őriz. Gyűjteményében több mint 55 ezer emlősfosszília, több mint tízezer néprajzi lelet, továbbá több száz, más múzeumoktól és magánszemélyektől származó fotó található meg.

## Kiállítások
2018 előtt a múzeumnak három állandó kiállítása volt: „Washington állam élete”, „A Csendes-óceán hangjai” és „A Burke kincsei”. A kiállításokon a Seattle–Tacoma nemzetközi repülőtér építése során talált Megatherium-fosszíliákat, valamint a térség indián kultúráját mutatták be.
Az intézmény 2019. október 12-én új helyén, más kiállításokkal nyitott meg.

## Fordítás
- Ez a szócikk részben vagy egészben  a   Burke Museum of Natural History and Culture című angol Wikipédia-szócikk ezen változatának fordításán alapul.  Az eredeti cikk szerkesztőit annak laptörténete sorolja fel. Ez a jelzés csupán a megfogalmazás eredetét és a szerzői jogokat jelzi, nem szolgál a cikkben szereplő információk forrásmegjelöléseként.